# モハマッド・ファイズ
モハマッド・ファイズ（1940年 - 1980年9月11日）は、アフガニスタンの政治家、外交官、軍人。内務相、国境相、民族問題相等を歴任。

## 経歴
パキスタンのワジリスタン出身。パシュトゥーン人、ワジル部族、マスード氏族。
1961年、カーブルのハシカリ・ハーン貴族学校、1964年、カーブル陸軍士官学校歩兵学部を卒業。アフガニスタン人民民主党、パルチャム派。
- 1964年 – 中尉、歩兵部隊に勤務
- 1966年 – 上級中尉
- 1969年～1970年 – 大尉、ソ連空挺軍の将校訓練特種課程研修
- 1973年 – ムハンマド・ダーウードのクーデターに参加し、少佐に昇進
- 1973年～1975年 – 内務相
- 1974年 – 中佐
- 1975年～1977年 – 国境相
- 1977年～1978年 – 駐インドネシア大使
- 1978年7月～1980年 – 駐イラク大使
- 1980年1月11日 – 民族問題相。アフガニスタン人民民主党中央委員会委員、革命軍事会議議員

パクティヤー州、ラケ・チガ村において、ムジャーヒディーンにより殺害。